# Kanton Saint-Mathieu
Kanton Saint-Mathieu (francouzsky Canton de Saint-Mathieu) je francouzský kanton v departementu Haute-Vienne v regionu Limousin. Tvoří ho šest obcí.

## Obce kantonu
- La Chapelle-Montbrandeix
- Dournazac
- Maisonnais-sur-Tardoire
- Marval
- Pensol
- Saint-Mathieu